# Leonid Karev
Léonid Karev (en russe : Леонид Алексеевич Карев) est un compositeur, organiste et pianiste russe, né à Moscou en 1969.

## Biographie
Leonid Karev effectue ses études musicales à l'École Gnessine puis au Conservatoire Tchaïkovski de Moscou.
Depuis 1992, il vit à Paris où il a étudié l'orgue et la composition, notamment au CNSMDP. Parmi ses professeurs : André Isoir, Michel Chapuis, Alain Bancquart, Michel Merlet, Guillaume Connesson et Jean Guillou, dont il a été assistant à l'orgue de l'Église Saint-Eustache de Paris.
Actuellement, il est organiste-titulaire à l'église Notre-Dame-de-l'Assomption-de-Passy à Paris et de l'orgue Bertrand Cattiaux de l'église Saint-Médard de Brunoy (Essonne).
Invité régulièrement dans de nombreux festivals, il se produit en soliste ou en musique de chambre.

## Récompenses
- 1995 : 1er Prix d’orgue à l’unanimité (Conservatoire de Boulogne-Billancourt)
- 1996 : 1er Prix d’honneur d’orgue à l’unanimité du Jury de l’UFAM, Union des femmes artistes musiciennes (Paris)
- 1998 : 1er Prix au Concours d'orgue Marcel Dupré (Chartres)
- 2001 : Diplôme supérieur de composition (premier nommé) (École normale de musique de Paris)
- 2001 : Lauréat du Concours international de composition Gino Contilli (Italie)
- 2001 : Lauréat du Concours international de composition Guido d'Arezzo (Italie)

## Compositions
- Dulce Memoriae pour grand orchestre
- Deux Impromptus pour orchestre à cordes
- Sicilienne de Monsieur Marc pour orchestre de chambre
- Mots interrompus pour orgue et orchestre (création 2008, Festival d'Orgue de Iaroslavl)
- Tableaux Apocryphes pour orgue
- Sonates pour violon et piano, alto et piano, violoncelles et piano, orgue, deux pianos
- Amoroso pour quatuor à cordes
- Impromptus-Dédicaces pour orgue (création 2003, festival d'orgue de Saint-Eustache, Paris)
- Ave Maria pour chœur (création 2001, Festival "Moscow Autumn")
- Manteau noir[1] pour clarinette basse et orgue (création 2005, World Bass Clarinet Convention, Rotterdam)
- La chanson des Pierres[2] pour conteur et orchestre de chambre (Texte: Bruno de La Salle, création 2004, Festival d'Avignon)
- Automnal pour l'ensemble des instruments anciens (création 2010, par l'ensemble "Alta Capella", dir. Ivan Vélikanov, Moscou)
- Miroirs du Merveilleux d'Aujourd'hui pour conteur et piano (Texte: Bruno de La Salle, création 2015, Festival Epos à Vendôme)